# Grand Prix automobile de Monaco 2005
GP précédent GP suivant
Le Grand Prix automobile de Monaco 2005 (Formula 1 Grand Prix de Monaco 2005), disputé sur le circuit de Monaco, dans la principauté de Monaco le 22 mai 2005, est la 737e épreuve de l'histoire du championnat du monde de Formule 1 courue depuis 1950 et la sixième manche du championnat 2005.

## Qualifications
| Pos | N° | Pilote               | Écurie            | Q1 ordre | Q1 temps       | Q1 pos | Q1+Q2 temps    |
| --- | -- | -------------------- | ----------------- | -------- | -------------- | ------ | -------------- |
| 1   | 9  | Kimi Räikkönen       | McLaren-Mercedes  | 18       | 1 min 13 s 644 | 1      | 2 min 30 s 325 |
| 2   | 5  | Fernando Alonso      | Renault           | 17       | 1 min 14 s 125 | 2      | 2 min 30 s 406 |
| 3   | 7  | Mark Webber          | Williams-BMW      | 13       | 1 min 14 s 584 | 3      | 2 min 31 s 656 |
| 4   | 6  | Giancarlo Fisichella | Renault           | 14       | 1 min 14 s 783 | 4      | 2 min 32 s 100 |
| 5   | 16 | Jarno Trulli         | Toyota            | 16       | 1 min 15 s 189 | 7      | 2 min 32 s 590 |
| 6   | 8  | Nick Heidfeld        | Williams-BMW      | 9        | 1 min 15 s 128 | 6      | 2 min 32 s 883 |
| 7   | 14 | David Coulthard      | Red Bull-Cosworth | 11       | 1 min 15 s 329 | 8      | 2 min 33 s 867 |
| 8   | 1  | Michael Schumacher   | Ferrari           | 4        | 1 min 16 s 186 | 11     | 2 min 34 s 736 |
| 9   | 11 | Jacques Villeneuve   | Sauber-Petronas   | 5        | 1 min 15 s 921 | 9      | 2 min 34 s 936 |
| 10  | 2  | Rubens Barrichello   | Ferrari           | 10       | 1 min 16 s 142 | 10     | 2 min 34 s 983 |
| 11  | 12 | Felipe Massa         | Sauber-Petronas   | 8        | 1 min 16 s 218 | 12     | 2 min 35 s 120 |
| 12  | 15 | Vitantonio Liuzzi    | Red Bull-Cosworth | 1        | 1 min 16 s 817 | 13     | 2 min 37 s 152 |
| 13  | 20 | Patrick Friesacher   | Minardi-Cosworth  | 2        | 1 min 18 s 574 | 14     | 2 min 40 s 810 |
| 14  | 21 | Christijan Albers    | Minardi-Cosworth  | 3        | 1 min 19 s 229 | 15     | 2 min 42 s 206 |
| 15  | 18 | Tiago Monteiro       | Jordan-Toyota     | 7        | 1 min 19 s 408 | 16     | 2 min 43 s 078 |
| 16  | 10 | Juan Pablo Montoya   | McLaren-Mercedes  | 12       | 1 min 14 s 858 | 5      | Pas de temps   |
| 17  | 19 | Narain Karthikeyan   | Jordan-Toyota     | 6        | 1 min 19 s 474 | 17     | 2 min 43 s 422 |
| 18  | 17 | Ralf Schumacher      | Toyota            | 15       | -              | 18     | Pas de temps   |

- Narain Karthikeyan est pénalisé de 10 places pour un changement de moteur.
- Le temps de 1 min 14 s 858 de Juan Pablo Montoya de samedi est annulé. Le Colombien est ainsi pénalisé pour son rôle dans un accident lors des essais libres.

## Classement

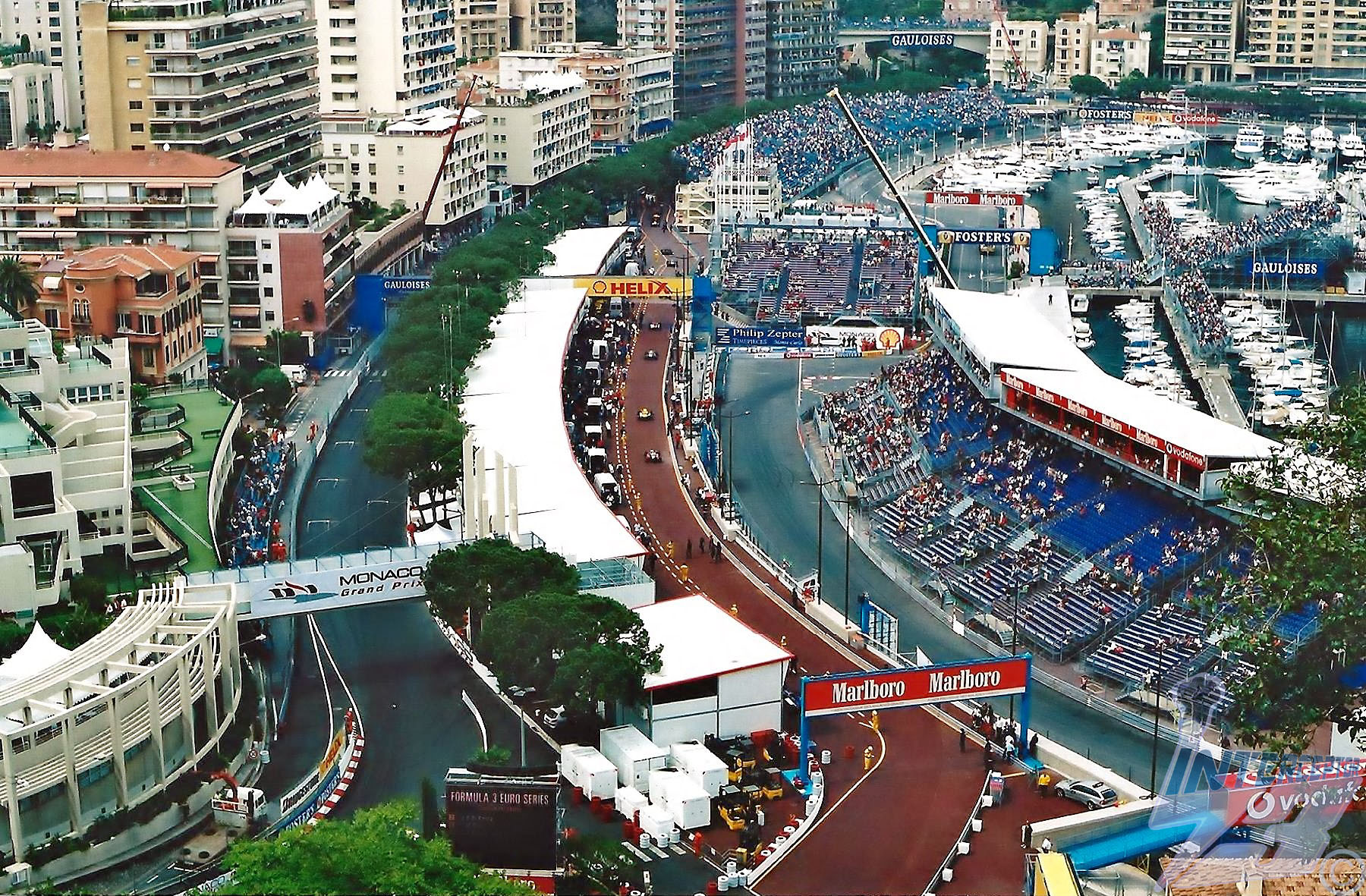
Photographie du circuit de Monaco lors du Grand Prix automobile de Monaco 2005

| Pos  | N° | Pilote               | Écurie            | Tours | Temps/Abandon                      | Grille | Points |
| ---- | -- | -------------------- | ----------------- | ----- | ---------------------------------- | ------ | ------ |
| 1    | 9  | Kimi Räikkönen       | McLaren-Mercedes  | 78    | 1 h 45 min 15 s 556 (148,502 km/h) | 1      | 10     |
| 2    | 8  | Nick Heidfeld        | Williams-BMW      | 78    | + 13 s 877                         | 6      | 8      |
| 3    | 7  | Mark Webber          | Williams-BMW      | 78    | + 18 s 484                         | 3      | 6      |
| 4    | 5  | Fernando Alonso      | Renault           | 78    | + 36 s 487                         | 2      | 5      |
| 5    | 10 | Juan Pablo Montoya   | McLaren-Mercedes  | 78    | + 36 s 647                         | 16     | 4      |
| 6    | 17 | Ralf Schumacher      | Toyota            | 78    | + 37 s 177                         | 18     | 3      |
| 7    | 1  | Michael Schumacher   | Ferrari           | 78    | + 37 s 223                         | 8      | 2      |
| 8    | 2  | Rubens Barrichello   | Ferrari           | 78    | + 37 s 570                         | 10     | 1      |
| 9    | 12 | Felipe Massa         | Sauber-Petronas   | 77    | + 1 tour                           | 11     |        |
| 10   | 16 | Jarno Trulli         | Toyota            | 77    | + 1 tour                           | 5      |        |
| 11   | 11 | Jacques Villeneuve   | Sauber-Petronas   | 77    | + 1 tour                           | 9      |        |
| 12   | 6  | Giancarlo Fisichella | Renault           | 77    | + 1 tour                           | 4      |        |
| 13   | 18 | Tiago Monteiro       | Jordan-Toyota     | 75    | + 3 tours                          | 15     |        |
| 14   | 21 | Christijan Albers    | Minardi-Cosworth  | 73    | + 5 tours                          | 14     |        |
| Abd. | 15 | Vitantonio Liuzzi    | Red Bull-Cosworth | 59    | Accident                           | 12     |        |
| Abd. | 20 | Patrick Friesacher   | Minardi-Cosworth  | 29    | Accident                           | 13     |        |
| Abd. | 14 | David Coulthard      | Red Bull-Cosworth | 23    | Accident                           | 7      |        |
| Abd. | 19 | Narain Karthikeyan   | Jordan-Toyota     | 18    | Panne hydraulique                  | 17     |        |

## Pole position et record du tour
- Pole position : Kimi Räikkönen en 1 min 13 s 644
- Tour le plus rapide : Michael Schumacher en 1 min 15 s 842 au 40e tour.

## Tours en tête
- Kimi Räikkönen : 78 (1-78)

## Statistiques
- 4e victoire pour Kimi Räikkönen.
- 140e victoire pour McLaren en tant que constructeur.
- 45e victoire pour Mercedes en tant que motoriste.
- 1er podium pour Mark Webber.